# Płomjo
Płomjo (в.-луж. Пламя) — единственный лужицкий детский журнал, издаваемый в Германии. Выходит на верхнелужицком языке. Аналогичная версия на нижнелужицком языке называется «Płomje». Лауреат премии имени Якуба Чишинского.  

## История
Предшественником издания был детский религиозный журнал «Raj» (Рай), который выходил в период с 1906 по 1914 и 1923 по 1930 года.
Первый номер современного журнала вышел в 1952 году. Издавался периодичностью 2 раза в месяц. С 1955 года выходил один раз в месяц. В это время печатался в Дрездене в издательстве «Zeitschrift die FDJ-Bezirksleitung Dresden». С 1952 года печатается в издательстве «FDJ-Zentralrat». Журнал выходил на 24 страницах, из которых 8 были напечатаны многоцветным офсетным способом. Издание использовалось для изучения лужицких языков в лужицкоязычных учебных заведениях. В 1960 году обе версии журнала на нижнелужицком и верхнелужицком языках насчитывали в общей сумме 6 тысяч экземпляров и использовались для школьного образования в 49 средних учебных заведениях. С 1972 года журнала используется во время обучения в начальных классах.
В 1972 году коллектив журнала был удостоен премии имени Якуба Чишинского. 
Содержание журнала многопрофильное и касается различных тем, связанных с лужицкой историей, культурой, этнографией. На страницах публикуются статьи о спорте, науке, рассказы и другой литературный материал.
В настоящее время журнал также предназначен для обучения детей лужицким языкам в дошкольных учреждениях и действует в рамках культурно-языковой программы «Witaj». Издание выпускает лужицкое издательство «Domowina-Verlag GmbH Bautzen». С 2004 года издание выходит один раз в месяц общим тиражом 2450 экземпляров (на верхнелужицком языке — 1600 экземпляров и на нижнелужицком — 850 экземпляров). Нижнелужицкая версия издания выходит на 32 страницах. Верхнелужицкий вариант выходит на 40 страницах в формате А5. Главный редактор — Петр Шолта.